# فرانسیس هاپکینسون
فرانسیس هاپکینسون (انگلیسی: Francis Hopkinson؛ زاده ۲۱ سپتامبر ۱۷۳۷ – درگذشته ۹ مهٔ ۱۷۹۱) یکی از بنیانگذاران، نویسنده، آهنگساز و یکی از امضاکنندگان اعلامیه استقلال به عنوان نماینده نیوجرسی در ژوئیه ۱۷۷۶ بود. او پول کاغذی قاره‌ای (کانتیننتال) و دو نسخه اولیه پرچم، یکی برای ایالات متحده و نیروی دریایی ایالات متحده را طراحی کرد.
او در سِمَت‌های گوناگون در آغاز دولت ایالات متحده از جمله به عنوان عضو کنگره قاره‌ای و رئیس هیئت نیروی دریایی خدمت کرده‌است. او در ۳۰ سپتامبر ۱۷۸۹ اولین قاضی فدرال دادگاه ناحیه شرقی پنسیلوانیا شد.

## طراحی پرچم آمریکا
طراح نخستین پرچم رسمی آمریکا ناشناخته است. بعضی تاریخ نویسان بر این باورند که فرانسیس هاپکینسون، نخستین طراح آن بود. هاپکینسون، هنرمند و طراح گرافیک بود. او نخستین پرچم را برای نیروی دریایی ایالات متحده آمریکا طراحی کرد. به نظر می‌آید او یک پرچم رسمی برای آمریکا، یکی برای نیروی دریایی، و احتمالاً یکی برای نیروی زمینی ایالات متحده آمریکا یا توپخانه نیروی زمینی طراحی کرده بود.